# 沙苁蓉
沙苁蓉（学名：Cistanche sinensis）为列当科肉苁蓉属下的一个种。其种加词“sinensis”意为“中华的”。